# Donald McAlpine
Pour les articles homonymes, voir McAlpine.
Donald Milton McAlpine est un directeur de la photographie australien, né le 13 avril 1934 à Quandialla (en) (Nouvelle-Galles du Sud).
Membre de l'ACS (en) et de l'ASC, il est généralement crédité Donald McAlpine, parfois Donald M. McAlpine ou Don McAlpine.

## Biographie
En 1968, Donald McAlpine débute dans son pays natal comme chef opérateur de documentaires. Il en filme près de cinquante jusqu'en 1977, dont un réalisé par Peter Weir en 1973. Notons qu'il en dirige un lui-même (expérience unique comme réalisateur), The Crew en 1976.
Son premier long métrage de fiction, sorti en 1972, est The Adventures of Barry McKenzie (avec Barry Humphries et Peter Cook) de Bruce Beresford, qu'il retrouve sur neuf autres films, le dernier en 1986 (l'avant-dernier est Le Roi David en 1985, avec Richard Gere dans le rôle-titre).
Jusqu'en 1981, il travaille exclusivement sur des films australiens. L'année suivante (1982) sort son premier film américain, Tempête (avec John Cassavetes et Gena Rowlands) de Paul Mazursky — réalisateur qu'il retrouvera également, pour trois autres films —. Depuis lors, il tourne principalement aux États-Unis, contribuant aussi à des coproductions (à ce jour, on lui doit une cinquantaine de films).
Parmi les autres réalisateurs avec lesquels Donald McAlpine collabore, mentionnons Chris Columbus (trois films, dont Madame Doubtfire en 1993, avec Robin Williams et Sally Field), Baz Luhrmann (deux films, dont Moulin Rouge en 2001, avec Ewan McGregor et Nicole Kidman), John McTiernan (deux films, dont Predator en 1987, avec Arnold Schwarzenegger), Phillip Noyce (deux films, dont Jeux de guerre en 1992, avec Harrison Ford et Anne Archer), ou encore Alan J. Pakula (deux films, dont À demain, mon amour en 1989, avec Jeff Bridges et Alice Krige).
Sa contribution la plus récente est pour Mental (avec Toni Collette et Liev Schreiber), dont la sortie est prévue courant 2012, réalisé par P. J. Hogan — leur deuxième collaboration, après Peter Pan en 2003, avec Jason Isaacs et Jeremy Sumpter —.
Pour la télévision, Donald McAlpine est directeur de la photographie sur deux téléfilms, respectivement diffusés en 1980 et 1982.
Depuis le début de sa carrière, il a obtenu diverses distinctions, dont une nomination à l'Oscar de la meilleure photographie (pour Moulin Rouge pré-cité) et deux autres au British Academy Film Award, dans la même catégorie (voir détails ci-dessous).

## Filmographie partielle
(comme directeur de la photographie, sauf mention contraire)

### Au cinéma
- 1972 : The Adventures of Barry McKenzie de Bruce Beresford
- 1973 : Whatever happened to Green Valley ? de Peter Weir (documentaire)
- 1976 : Don's Party de Bruce Beresford
- 1976 : The Crew (documentaire, comme réalisateur)
- 1978 : Patrick de Richard Franklin
- 1978 : The Getting of Wisdom de Bruce Beresford
- 1979 : Ma brillante carrière (My Brilliant Carrier) de Gillian Armstrong
- 1980 : Héros ou Salopards (« Breaker » Morant) de Bruce Beresford
- 1980 : The Earthling de Peter Collinson
- 1982 : Tempête (Tempest) de Paul Mazursky
- 1984 : L'Affrontement (Harry & Son) de Paul Newman
- 1984 : Moscou à New York (Moscow on the Hudson) de Paul Mazursky
- 1985 : Le Roi David (King David) de Bruce Beresford
- 1986 : Le Clochard de Beverly Hills (Down and Out in Beverly Hills) de Paul Mazursky
- 1986 : Aux frontières de la ville (The Fringe Dwellers) de Bruce Beresford
- 1987 : Straight to Hell d'Alex Cox
- 1987 : Les Enfants de l'impasse (Orphans) d'Alan J. Pakula
- 1987 : Predator de John McTiernan
- 1988 : Pleine Lune sur Parador (Moon Over Parador) de Paul Mazursky
- 1988 : Moving d'Alan Metter
- 1989 : Portrait craché d'une famille modèle (Parenthood) de Ron Howard
- 1989 : À demain, mon amour (See You in the Morning) d'Alan J. Pakula
- 1990 : Stanley et Iris (Stanley & Iris) de Martin Ritt
- 1991 : La Manière forte (The Hard Way) de John Badham
- 1991 : Une place à prendre (Career Opportunities) de Bryan Gordon
- 1992 : Jeux de guerre (Patriot Games) de Phillip Noyce
- 1992 : Medicine Man de John McTiernan
- 1993 : Madame Doubtfire (Mrs. Doubtfire) de Chris Columbus
- 1993 : L'Homme sans visage (The Man without a Face) de Mel Gibson
- 1994 : Danger immédiat (Clear and Present Danger) de Phillip Noyce
- 1995 : Neuf mois aussi (Nine Months) de Chris Columbus
- 1996 : Roméo + Juliette (Romeo + Juliet) de Baz Luhrmann
- 1997 : À couteaux tirés (The Edge) de Lee Tamahori
- 1998 : Ma meilleure ennemie (Stepmom) de Chris Columbus
- 2001 : Moulin Rouge (Moulin Rouge !) de Baz Luhrmann
- 2002 : La Machine à explorer le temps (The Time Machine) de Simon Wells
- 2003 : Self Control (Anger Management) de Peter Segal
- 2003 : Peter Pan de P. J. Hogan
- 2005 : Le Monde de Narnia : Le Lion, la Sorcière blanche et l'Armoire magique (The Chronicles of Narnia : The Lion, the Witch and the Wardrobe) d'Andrew Adamson
- 2009 : X-Men Origins: Wolverine de Gavin Hood
- 2012 : Mental de P. J. Hogan
- 2013 : La Stratégie Ender (Ender's Game) de Gavin Hood
- 2015 : Haute couture (The Dressmaker) de Jocelyn Moorhouse
- 2017 : Ali's Wedding  de Jeffrey Walker
- 2018 : Rajma Chawal de Leena Yadav

### À la télévision
- 1980 : The Children of An Lac de John Llewellyn Moxey

## Distinctions (sélection)
- Nomination à l'Oscar de la meilleure photographie :
  - En 2002, pour Moulin Rouge.
- Nominations au British Academy Film Award de la meilleure photographie :
  - En 1998, pour Roméo + Juliette ;
  - Et en 2002, pour Moulin Rouge.